# Königreich Ungarn

Mittleres Wappen des Königreichs Ungarn

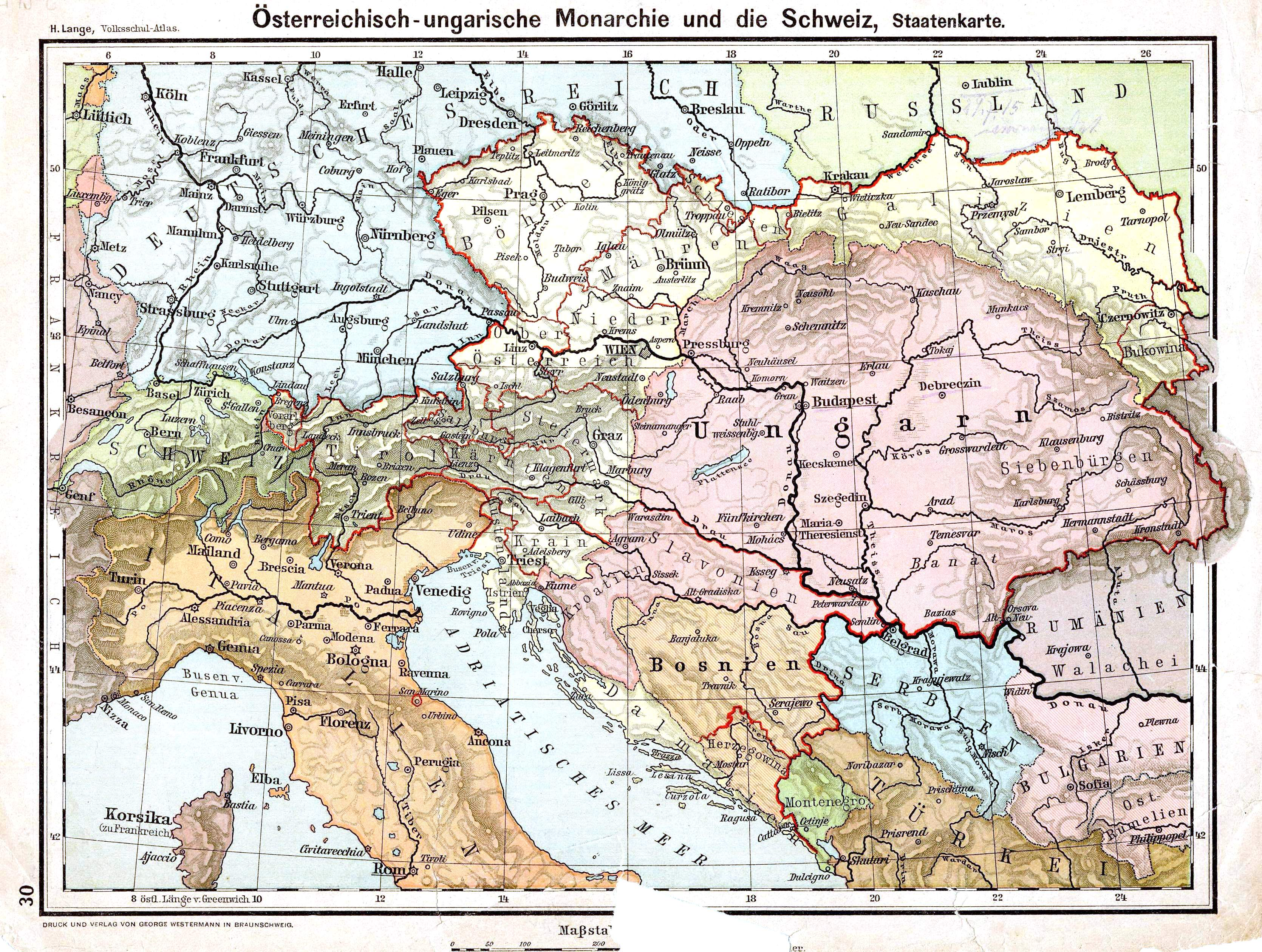
Das Königreich Ungarn mit seinen Ländern (rosa) innerhalb Österreich-Ungarns, 1899

Das Königreich Ungarn (ungarisch Magyar Királyság, lateinisch Regnum Hungariae) bestand in wechselnden Grenzen von 1000 bis 1918 und 1920 bis 1946. Es entstand im heutigen Westungarn und vergrößerte seinen Herrschaftsbereich in der Folgezeit auf das Gebiet des gesamten heutigen Ungarns sowie das Gebiet von Siebenbürgen, das Kreischgebiet und Maramuresch (beides im rumänischen Teil des Partiums), die Slowakei, die Vojvodina, den rumänischen Teil des Banats, die Karpatenukraine, das Burgenland, Prekmurje, Kroatien (außer Dalmatien und Istrien) und einige kleinere Gebiete.
Das Königreich stand in seiner Geschichte unter mehreren Fremdherrschaften wie dem Osmanischen Reich und der österreichischen Habsburgermonarchie und erlangte 1867 als föderaler (Teil-)Staat Österreich-Ungarns weitreichende Autonomie. Das Land hatte nach der Industrialisierung bis zum Ende des Ersten Weltkriegs 1918 zeitweise großen Einfluss auf die Politik der europäischen Großmächte und die Innenpolitik Österreich-Ungarns.

## Name

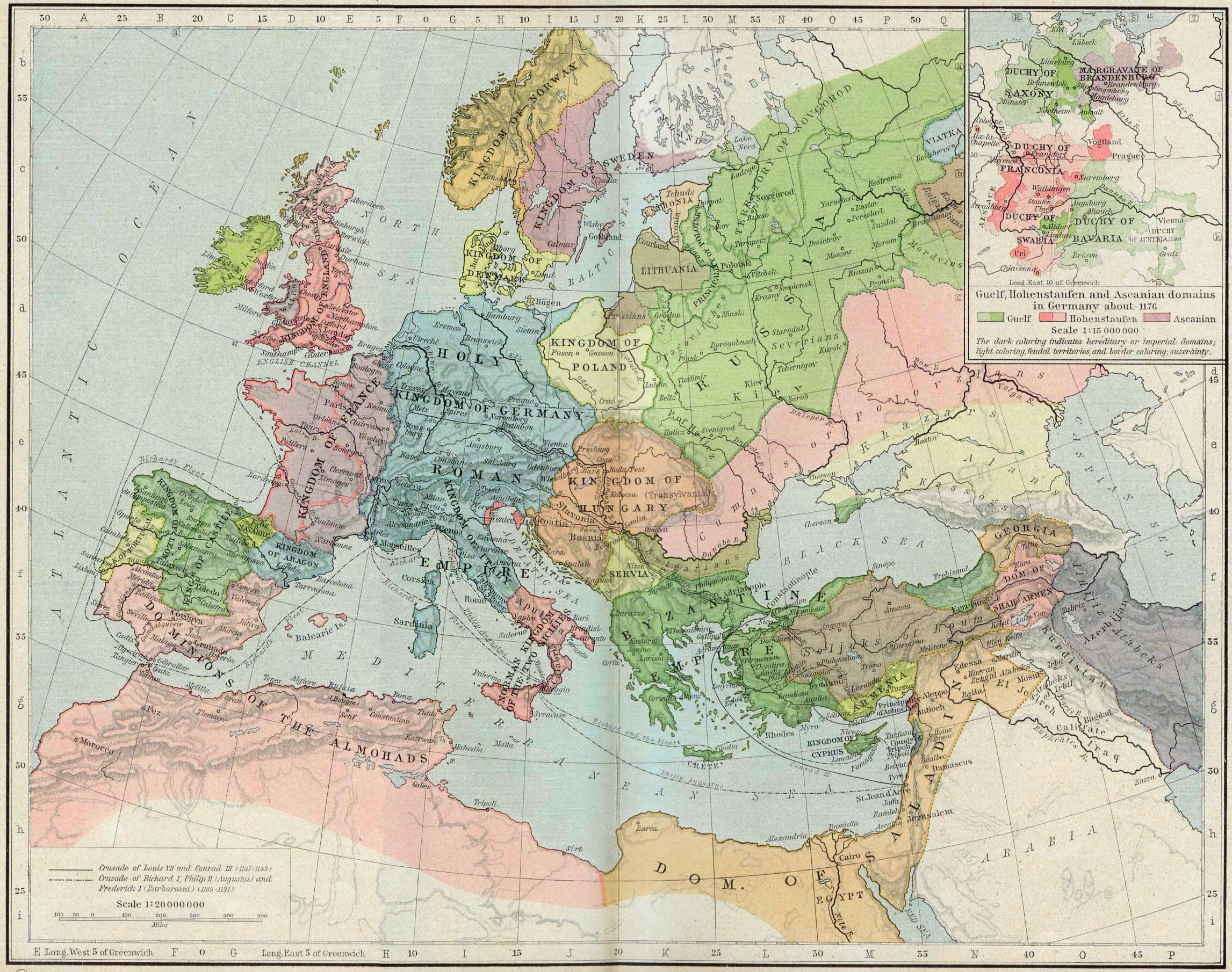
Königreich Ungarn (1190)

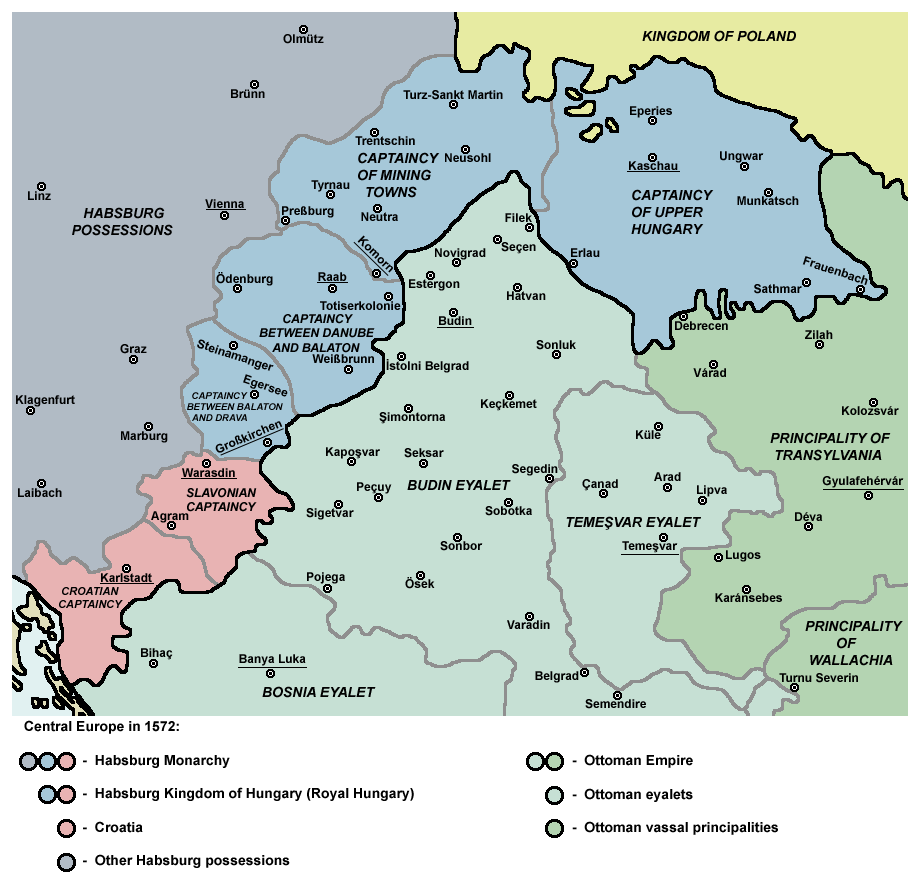
Dreigeteiltes Ungarn im Jahr 1572

Die ungarische Reichshälfte und ihre Einteilung in Komitate nach 1883

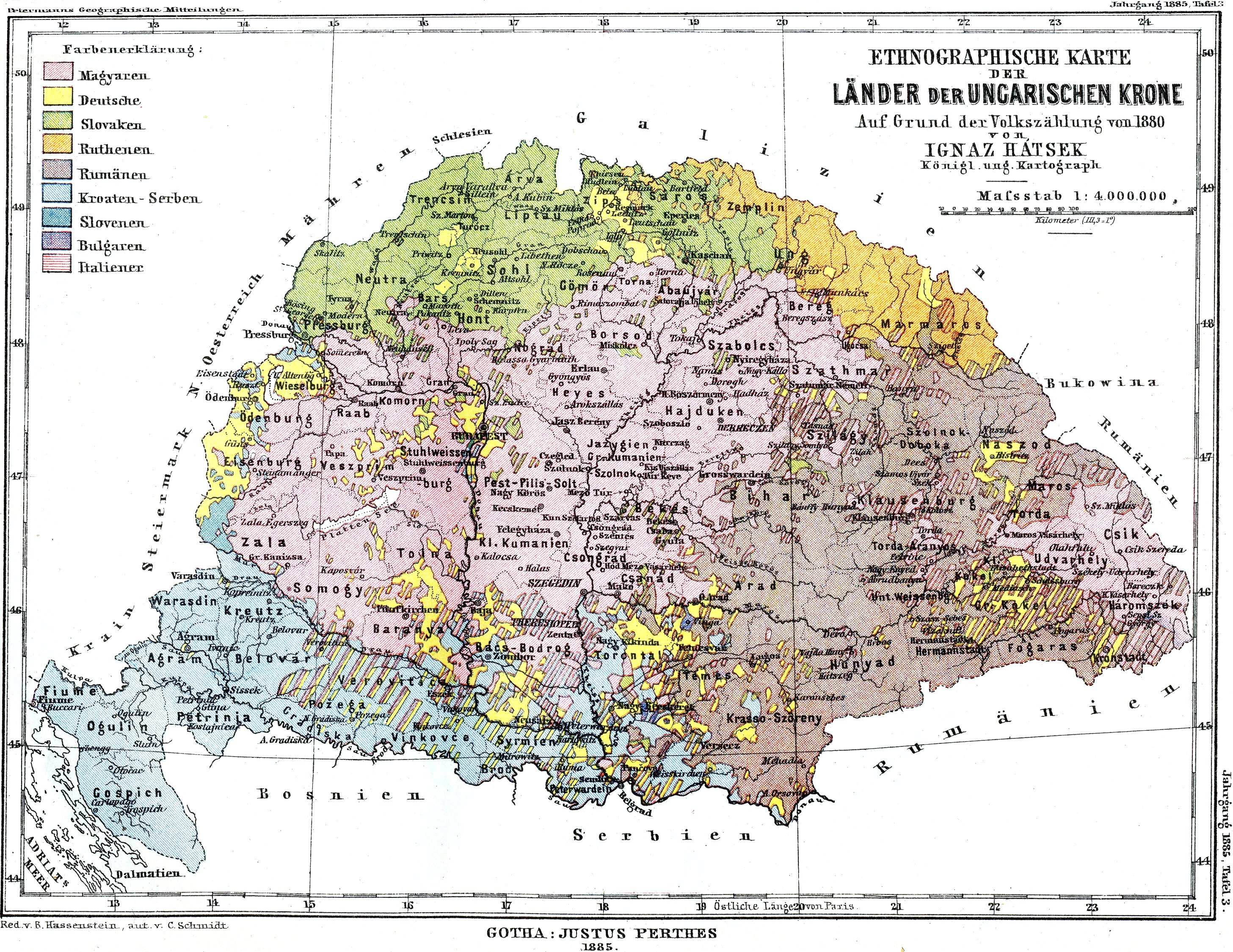
Ethnische Karte der Länder der Ungarischen Krone 1880

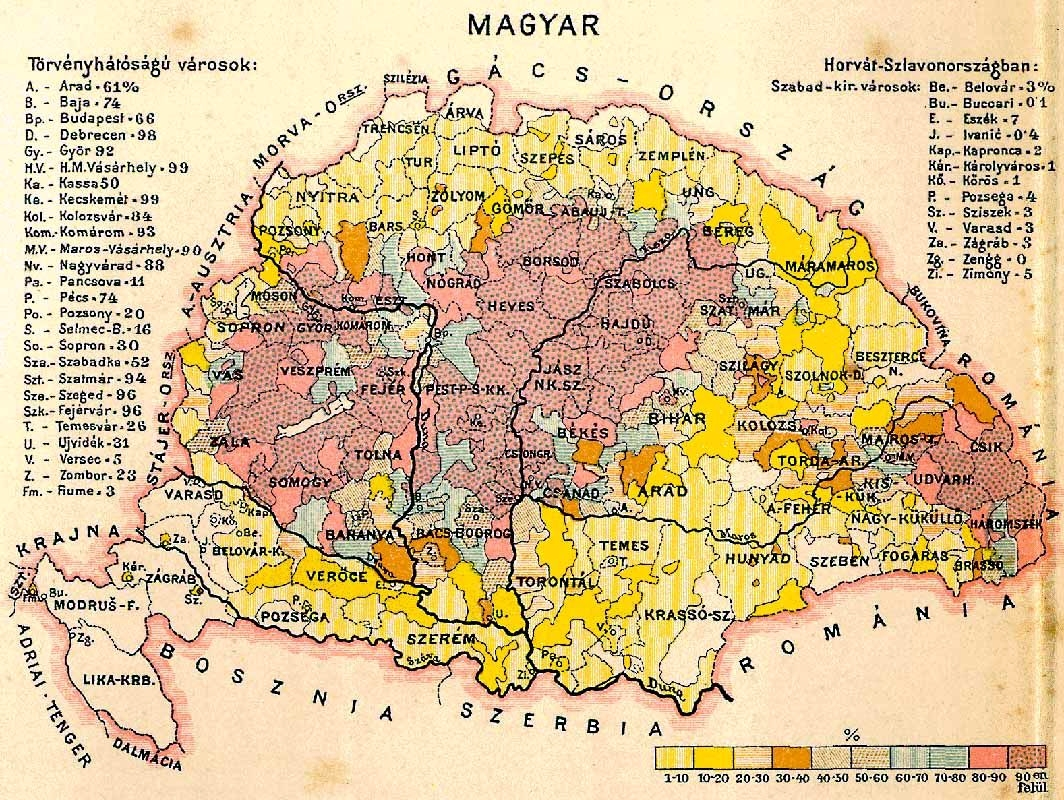
Ungarischer Bevölkerungsanteil in Ungarn und seinen autonomen Ländern 1890

Der ungarische Name lautet Magyar Királyság, was wörtlich übersetzt sowohl „Ungarisches Königreich“ als auch „Magyarisches Königreich“ bedeutet. Die Tschechen, Slowaken, Slowenen, Kroaten, Bosnier und Serben, die in oder in unmittelbarer Nachbarschaft zu diesem Vielvölkerstaat lebten, unterscheiden in ihren Sprachen bei der Staats- und Volksbezeichnung jedoch zwischen „ungarisch“ und „magyarisch“. Für den Vielvölkerstaat vor 1918 werden daher Bezeichnungen ohne ethnische Zuordnung verwendet: Uhersko (tschechisch), Uhorsko (slowakisch), Ogrska (slowenisch) und Ugarska/Угарска (kroatisch/serbisch). Der magyarische Nationalstaat, wie er nach 1918 entstand, wird in diesen Sprachen dagegen, den ethnisch magyarischen Charakter widerspiegelnd, Maďarsko (tschechisch und slowakisch), Madžarska (slowenisch) bzw. Mađarska/Мађарска (kroatisch/serbisch) genannt.

## Geschichte
Der erste König des Königreichs war Stephan I. der Heilige aus der Herrscherdynastie der Árpáden, der 1001 formell als König von Ungarn anerkannt wurde, als Papst Silvester II. ihm den Titel „Apostolischer König“ verlieh. Stephan regierte bis zu seinem Tod 1038. Der Auf- und Ausbau des ungarischen Königtums war eng mit der Christianisierung des Landes verbunden, später mit dem Kult um den heiliggesprochenen Stephan I. und um die königlichen Insignien, die in Ungarn eine größere Rolle spielten als in anderen Reichen. Die Krönung etablierte sich unter Koloman 1095 als entscheidender Akt gegenüber der Inthronisation oder einer Wahlhandlung, die in anderen Reichen den größeren Stellenwert hatte. Im Verlauf des 11. und 12. Jahrhunderts verfestigten sich die rituellen Rahmenbedingungen dann: So wurde die Königswürde nur dann anerkannt, wenn die Krönung mit der Stephanskrone durch den Erzbischof von Gran in der Basilika von Székesfehérvár erfolgte.
Im Jahr 1102 wurde König Koloman von Ungarn durch ein Abkommen mit dem kroatischen Adel (pacta conventa) in Personalunion auch König von Kroatien. Die Verwaltung übernahmen kroatische Bane.
Im 11. und 12. Jahrhundert bildete das Königtum das dominante Machtzentrum innerhalb des Reiches. Der Grundbesitz lag zu rund 70 % bei der Krone, zu 10 % bei der Kirche, zu 15 % bei säkularen Eliten und zu 5 % bei Freien. Der König berief zur Verwaltung seiner Ländereien Grafen und war dabei nicht an Regeln oder Rücksichtnahme auf Sippenstrukturen gebunden. Im 12. Jahrhundert begannen Ausdifferenzierungen. Als Verwaltungsebene oberhalb der Grafen setzten die Könige Woiwoden und Bane ein, die jeweils mehrere Grafschaften beaufsichtigten. Zudem begann der Kämmerer fiskalische Aufgaben auch außerhalb des Königshofs zu erfüllen. Zu Beginn des 13. Jahrhunderts lassen sich zunehmende Machtverschiebungen beobachten. So tritt zunehmend privater Grundbesitz auf und auch einzelne Mitglieder der Arpadendynastie begannen vom König unabhängigen Grundbesitz sowie persönliche Gefolgschaftsnetzwerke aufzubauen. Dies lässt sich auch anhand des Eigentums an Burgen ausmachen: 1270 waren rund ein Drittel der Burgen in Ungarn in königlicher Hand, knapp 30 Jahre später noch ein Fünftel.
Das 13. Jahrhundert war von Auseinandersetzungen um die Macht zwischen Königtum und Adel geprägt. Aus ihnen ging 1222 die Goldene Bulle hervor, die die Rechte und Pflichten beider Parteien festschrieb, aber den Machtkampf nicht vollständig beendete. Zugleich konstituierte sich der ungarische Adel in weiten Teilen erst durch diese Prozesse. In den 1270er Jahren begann sich der niedere Adel in einer Versammlung zu organisieren. Von da an bildeten Adelsversammlung, Hochadel (als Magnaten bezeichnet) und Königtum die entscheidenden Machtfaktoren, die fortan durch Konkurrenz und Zusammenarbeit die weitere Entwicklung des Königreichs Ungarn prägten. Diese Verschiebungen drückten sich auch im zunehmenden Bau von Burgen und Landsitzen auf. Zudem bauten die Magnaten eigene Armeen auf und viele Niederadlige begaben sich in enge Gefolgschaftsverhältnisse zu Magnaten.
Der Dynastie der Árpáden folgte im frühen 14. Jahrhundert das Haus Anjou auf den Thron. Dieses etablierte sich im Wesentlichen durch das Niederwerfen der Magnaten, die in der Spätphase der Arpaden die Macht im Land weitgehend übernommen hatten. Zum Teil erfolgte ein Austausch der Magnatenschicht durch den Anjou gegenüber loyale Adlige. Insgesamt nahm das Königtum in dieser Phase eine gegenüber anderen Gruppen dominante Stellung ein. Später kamen auch das Geschlecht der Jagiellonen und andere nichtdynastische Herrscher an die Macht.
1396 stellten sich die Osmanen einem Kreuzfahrerheer unter dem ungarischen König und späteren Kaiser Sigismund, das in der Schlacht von Nikopolis vernichtend geschlagen wurde.
Das Osmanische Reich zog aus seinem Sieg wenig Nutzen, da Sultan Beyazid in der Schlacht bei Ankara (1402) gegen Timur Lenk eine schwere Niederlage erlitt und selbst in Gefangenschaft geriet. Damit begann eine Periode der Anarchie im Osmanischen Reich, die dem militärisch von den Türken hart bedrängten Konstantinopel eine Atempause gewährte. Erst in den 1440er Jahren wurde das mittlerweile mit Polen in Personalunion verbundene Königreich Ungarn unter Johann Hunyadi wieder in großem Maßstab gegen die Osmanen offensiv. Nach den Niederlagen bei Warna (1444) und auf dem Amselfeld (1448) ging die Initiative aber endgültig auf die Osmanen über, die bald darauf Konstantinopel einnahmen (1453). Durch die abgewehrte Belagerung von Belgrad (1456) konnten die Vorstöße der Osmanen vorübergehend noch einmal gestoppt werden; die Unabhängigkeit Ungarns blieb für die nächsten 70 Jahre gewahrt. Nach Johanns Tod wurde sein Sohn Matthias Hunyadi (1458–1490) zum König gewählt, der als Matthias Corvinus größere Bekanntheit erlangte.
Die europäischen Mächte, allen voran das Heilige Römische Reich, welche die Osmanen zu lange nicht als ernstzunehmende Gefahr betrachtet hatten, standen spätestens mit dem Untergang des mittelalterlichen Königreichs Ungarn (1526) vor den Trümmern ihrer das Osmanische Reich betreffenden Politik. In den folgenden Jahrzehnten ging es daher nur mehr darum, das weitere Vordringen der Osmanen in Richtung Mitteleuropa möglichst zu verhindern.

### Zerfall des Königreichs
1526 folgte die Entscheidung im Kampf gegen das Osmanische Reich in der Schlacht von Mohács. Der ungarische König Ludwig II. fiel in der Schlacht. Als Folge kam es in Ungarn zur Doppelwahl. Am 10. November 1526 wählte der Stuhlweißenburger Landtag Johann Zápolya (reg. 1526–1540) zum König. Ebenso wurde auf Grund eines 1515 mit den Habsburgern geschlossenen Erbvertrages Erzherzog Ferdinand von Österreich, der spätere Kaiser des Heiligen Römischen Reiches, am 17. Dezember 1526 vom Preßburger Landtag zum neuen Regenten von Böhmen und Ungarn gewählt. (Die ungarische Königswürde behielt das Haus Habsburg real bis zum Zerfall der Habsburgermonarchie im Jahre 1918, formal bis zum ungarischen Dethronisationsgesetz von 1921.) 1527 wählte der kroatische Sabor in Cetin „völlig frei und ohne fremde Beeinflussung“ Erzherzog Ferdinand von Habsburg zu seinem König.
Der folgende Ungarische Bürgerkrieg, in dem Johann I. von den Türken unterstützt wurde, endete 1538 mit dem Frieden von Großwardein. Johann Zápolya und Ferdinand durften weiterhin beide den ungarischen Königstitel führen und einen Teil Ungarns beherrschen. Nach dem Tod Johann Zápolyas sollte dessen Landesteil an das Haus Habsburg fallen. Nach Johann Zápolyas Tod 1540 wählte aber ein ungarischer Landtag in Buda dessen wenige Wochen alten Sohn Johann Sigismund Zápolya (reg. 1540–1570/71) zum neuen ungarischen König. Um den habsburgischen Ansprüchen zuvorzukommen, intervenierte Süleyman I. und besetzte Buda und Zentralungarn. Ungarn wurde entsprechend den geschaffenen Machtverhältnissen nach 1540 in drei Teile geteilt. Dabei variierte die genaue Grenzziehung zwischen den einzelnen Teilen beträchtlich:
- Die östlichen Gebiete wurden zum Östlichen Ungarischen Königreich unter der Herrschaft von Johann Zápolya, dem letzten nationalen König Ungarns. Da sich sein Sohn ab 1570 vereinbarungsgemäß lateinisch als Herrscher von Teilen (wörtlich: Partium) Ungarns bezeichnete, wurde dieser Begriff für die nicht siebenbürgischen Landesteile, die ihm unterstanden, üblich. Seinen Nachfolgern verblieb später nur das Fürstentum Siebenbürgen, das als Vasallenstaat unter osmanischer Oberhoheit stand.
- Das übrig gebliebene Hoheitsgebiet im Norden und Westen (größtenteils die heutigen Gebiete Slowakei, Burgenland und West-Kroatien), unterstand seit 1538 den Habsburgern. Dieses Gebiet wurde als Königliches Ungarn bezeichnet und in die Habsburgermonarchie integriert. Zudem führte dieses Gebiet die Kontinuität des Königreichs Ungarn während der Phase der osmanischen Herrschaft weiter. Dieser Landesteil war ebenso wie das osmanisch besetzte Ungarn häufig Schauplatz der Kriege zwischen dem Osmanischen Reich und den Habsburgern.
- Die vom Sultan eroberten Gebiete wurden integraler Bestandteil des Osmanischen Reiches. Das osmanische Ungarn bestand aus der Großen Ungarischen Tiefebene, die den größten Teil des heutigen Ungarns ausmacht, einschließlich des Südostens Transdanubiens und des Banats.

In den folgenden Jahrhunderten gab es viele Versuche, die Osmanen zurückzudrängen. Ungarische Truppen spielten hierbei aber nur noch eine Rolle als Unterstützer der einen oder der anderen Seite. Das ungarische Schicksal lag in den Händen der zwei benachbarten Großmächte. Unter anderem kämpfte im Österreichischen Türkenkrieg (Langer Türkenkrieg) 1593–1606 eine Koalition christlicher Staaten gegen die Osmanen. Nach dem Krieg wurde der Status quo zwischen den beteiligten Parteien wiederhergestellt.
Entlang der Grenze zwischen den christlichen und osmanischen Teilen Ungarns entstanden im Laufe des 16. Jahrhunderts zwei dichte Ketten an Befestigungsanlagen. Zwischen den Garnisonen kam es vielfach auch in Zeiten relativer Ruhe zu Auseinandersetzungen und Scharmützeln. Dadurch wurde das umliegende Gebiet dauerhaft verwüstet und die Neuansiedlung erschwert.

### Wiederherstellung des Königreichs

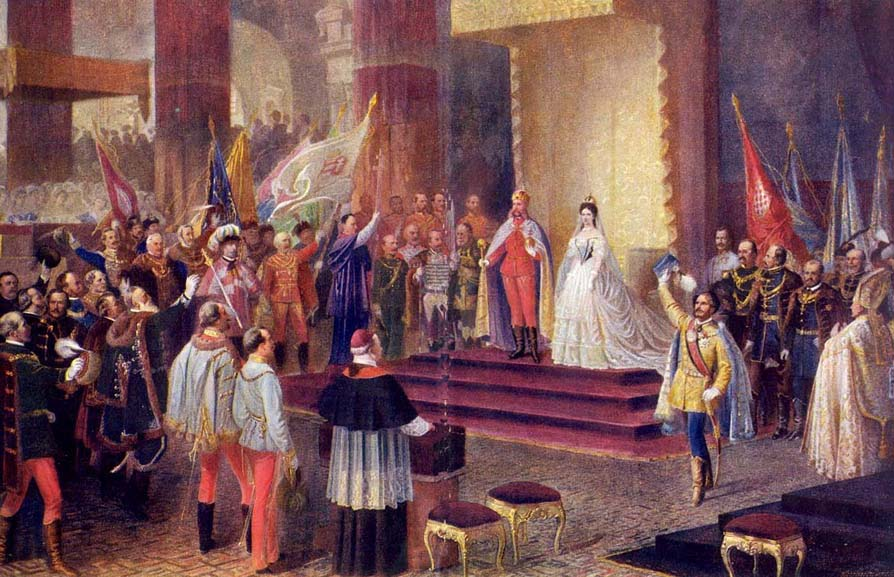
Krönung von Franz Joseph I. und seiner Gemahlin Elisabeth zum Königspaar von Ungarn, 1867

Nachdem die Habsburger und ihre Verbündeten das Osmanische Reich auf die Gebiete südlich der Donau und der Save zurückgedrängt und dies 1699 im Frieden von Karlowitz fixiert hatten, wurde das Königreich Ungarn, das de jure nie verschwunden war, auch de facto wiederhergestellt (Der Kampf mit dem Osmanischen Reich war damit noch lange nicht beendet). In den durch Krieg entvölkerten Gebieten wurden, vom habsburgischen König gerufen, zum Teil deutsche und andere Einwanderer angesiedelt.
1804 wurde Ungarn Teil des neugegründeten Kaisertums Österreich. Erst im Laufe des 19. Jh. wurde die ungarische Sprache Amtssprache und löste damit Deutsch und Latein ab. 1848/1849 kam es zum großen Kampf des erwachten magyarischen Nationalismus mit dem ein übernationales Konzept verfolgenden Königshaus Habsburg (siehe Ungarische Revolution 1848/1849, Revolution 48/49 im Kaisertum Österreich). Lajos Kossuth und seine Mitkämpfer hatten gegen die Armeen Österreichs und des vom König zu Hilfe gerufenen Russischen Reiches auf die Dauer keine Chance. Was aus der Sicht Habsburgs ein Aufstand gewesen war, wurde blutig unterdrückt; nicht geflohene magyarische Anführer wurden hingerichtet. Danach wurde Ungarn fünfzehn Jahre wie eine Kolonie verwaltet, wogegen viele Bewohner passiven Widerstand leisteten. Die politische Klasse Ungarns weigerte sich, Vertreter in vorgesehene gesamtstaatliche Institutionen zu entsenden.

Flagge des Königreichs Ungarn ab 1867

Ab 1859 erlitt das Kaisertum Österreich einige militärische Niederlagen und territoriale Verluste:
- 1859 Sardinischer Krieg – Verlust der Lombardei
- Die Herrschaft der Habsburger brach nach dieser Niederlage Österreichs auch in den Herzogtümern Parma, Modena und Toskana zusammen; sie schlossen sich nach revolutionären Umstürzen dem Königreich Sardinien an.
- Im Deutschen Krieg 1866 stand Italien auf der Seite von Preußen. Venetien fiel im Frieden von Wien an Italien (obwohl Italien 1866 wenige eigene militärische Erfolge gehabt hatte).

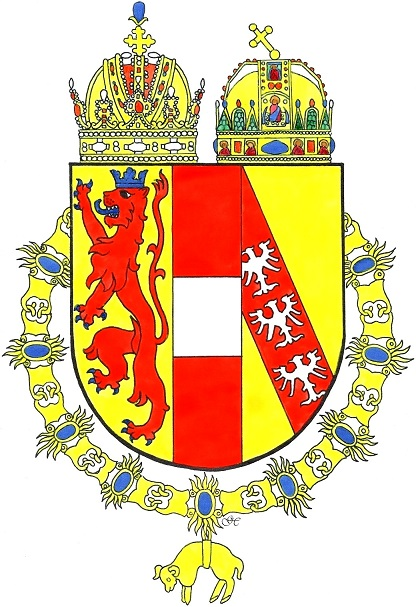
1916 neu geschaffenes Wappen Kaiser Franz Josephs, dessen beide Kronen die Personalunion symbolisieren sollten. Es wurde vier Monate vor seinem Tod approbiert, aber nicht mehr eingeführt.

Am 23. August 1866 wurde der seit 1815 bestehende Deutsche Bund im Definitivfrieden von Prag aufgelöst.
All dies bewog Franz Joseph I. und seine Ratgeber dazu, vom Gedanken des Einheitsstaates abzugehen, um den passiven Widerstand Ungarns gegen die Regierung in Wien zu beenden. Man war nun bereit, die eigene staatsrechtliche Identität Ungarns zu achten: 1867 entstand die k.u.k. Doppelmonarchie. Im österreichisch-ungarischen Ausgleich wurde die österreichische Dominanz in der Donaumonarchie beendet und die gesamte habsburgische Monarchie in eine Realunion zweier Staaten umgewandelt: das Kaisertum Österreich und die Länder der Heiligen Ungarischen Stephanskrone. Als Name legte der Monarch 1868 Österreich-Ungarn (bzw. österreichisch-ungarische Monarchie) fest. Der Herrscher war nun Inhaber zweier gleichwertiger Titel: Kaiser von Österreich und Apostolischer König von Ungarn in Personalunion.
In Transleithanien, wie die ungarische Reichshälfte im Beamtendeutsch oft genannt wurde, gelang es erst nach einer systematischen und bürokratisch durchaus gewaltsamen Magyarisierungskampagne Ende des 19. Jahrhunderts, eine (immer noch knappe) magyarische Bevölkerungsmehrheit herbeizuführen. Die Magyaren, die stets politische Vorrechte beanspruchten, waren während des größten Teils ihrer Geschichte in ihrem Königreich in der Minderheit. Speziell in der Spätphase der Doppelmonarchie nützten ungarische Politiker fast jede Möglichkeit zu einer separatistischen Politik gegenüber dem kaiserlichen Österreich; zum Beispiel verlangten sie beharrlich (aber erfolglos) die Teilung der Gemeinsamen Armee.

## Königreich ohne König
Die k.u.k. Monarchie bestand bis zum Zerfall der Doppelmonarchie, als Ungarn die Realunion per 31. Oktober 1918 aufkündigte. Vom 21. März bis zum 1. August 1919 bestand die Ungarische Räterepublik, 1920 wurde das „Königreich ohne König“ etabliert. Königreich Ungarn war daher die offizielle (sonst aber nicht gebräuchliche) Bezeichnung des ungarischen Staates, der flächenmäßig größtenteils dem heutigen Ungarn entsprach und vom 21. März 1920 bis zum 21. Dezember 1944 bestand.

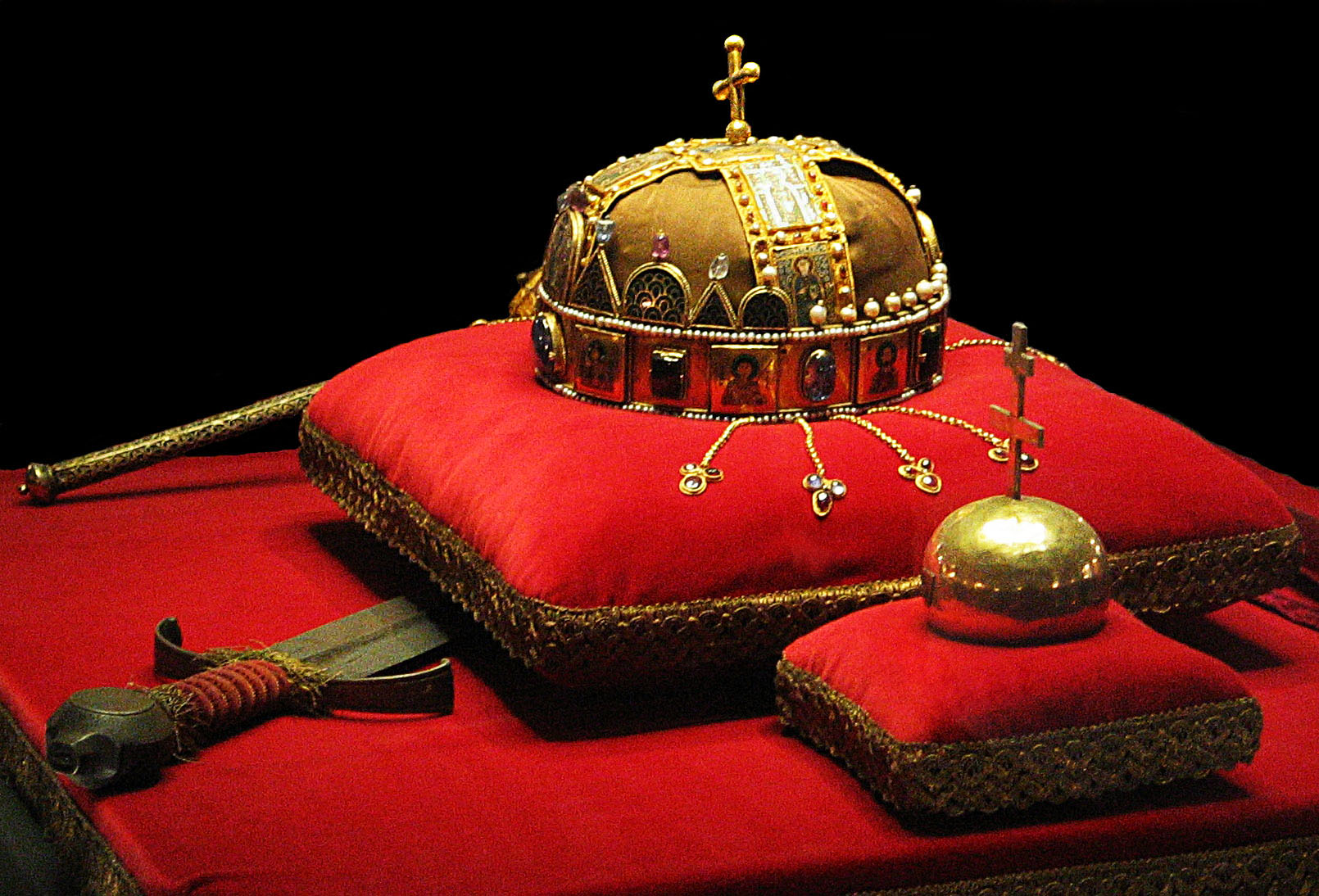
Die Stephanskrone im ungarischen Parlament

Während dieser Zeit wurde das Land bis 16. Oktober 1944 von Reichsverweser Miklós Horthy geführt; dieser fungierte als Königstellvertreter während der Abwesenheit des Königs. Im Vertrag von Trianon 1920 musste die Regierung in Budapest den großteils 1918/1919 erfolgten Abfall der nichtmagyarischen Gebiete „Altungarns“ akzeptieren, der auch viele dort lebende Magyaren zu Ausländern machte; die Grenzen waren mit strategischer Großzügigkeit zu Lasten des Kriegsverlierers gezogen worden. 1921 torpedierte Horthy zwei Versuche des vorherigen ungarischen Königs Karl IV. (als Karl I. ehemaliger österreichischer Kaiser), der am 13. November 1918 auf jeden Anteil an den Staatsgeschäften verzichtet hatte, auf den Thron zurückzukehren. Im Dethronisationsgesetz vom 6. November 1921, das die argwöhnischen neuen Nachbarn Tschechoslowakei, Rumänien und Jugoslawien verlangt hatten, wurde das Haus Habsburg in Ungarn definitiv entthront.

Territoriale Erwerbungen 1938–1941

Vor dem und im Zweiten Weltkrieg unterstützte Horthy den NS-Staat; Ungarn erhielt vorübergehend magyarisch besiedelte Gebiete in der Südslowakei, in Siebenbürgen sowie große Teile der Vojvodina zurück und entsandte Kampftruppen an die Ostfront. Als der Reichsverweser sich 1944 nicht mehr als verlässlicher Unterstützer Adolf Hitlers erwies, wurde das fiktive Königreich von den Pfeilkreuzlern durch einen faschistischen Staat ersetzt. Die ungarische Königskrone, von ungarischen Politikern auf der Flucht vor der Roten Armee mitgenommen und von US-amerikanischen Soldaten in Österreich beschlagnahmt, kehrte Jahrzehnte später aus den Vereinigten Staaten nach Budapest zurück.

## Bevölkerung
Die Bevölkerung nach Umgangssprache laut Volkszählungen (ohne Kroatien-Slawonien):
|            | 1851                | 1880                | 1890                | 1900                | 1910                |
| ---------- | ------------------- | ------------------- | ------------------- | ------------------- | ------------------- |
| Ungarisch  | 04.807.453 (42,3 %) | 06.403.687 (46,5 %) | 07.356.874 (48,6 %) | 08.651.520 (51,4 %) | 09.944.627 (54,5 %) |
| Rumänisch  | 2.126.004 (18,7 %)  | 2.403.035 (17,5 %)  | 2.589.066 (17,1 %)  | 2.798.559 (16,6 %)  | 2.948.186 (16,1 %)  |
| Slowakisch | 1.729.919 (15,2 %)  | 1.855.442 (13,5 %)  | 1.896.641 (12,5 %)  | 2.002.165 (11,9 %)  | 1.946.357 (10,7 %)  |
| Deutsch    | 1.310.874 (11,5 %)  | 1.869.877 (13,6 %)  | 1.988.589 (13,1 %)  | 1.999.060 (11,9 %)  | 1.903.357 (10,4 %)  |
| Serbisch   | 446.926 0(3,9 %)    | 631.995 0(4,6 %)    | 495.105 0(3,3 %)    | 437.737 0(2,6 %)    | 461.516 0(2,5 %)    |
| Ruthenisch | 447.377 0(3,9 %)    | 353.226 0(2,6 %)    | 379.782 0(2,5 %)    | 424.774 0(2,5 %)    | 464.270 0(2,5 %)    |
| Kroatisch  | 74.786 0(0,7 %)     |                     | 183.642 0(1,2 %)    | 191.432 0(1,1 %)    | 194.808 0(1,1 %)    |
| Slowenisch | 44.862 0(0,4 %)     | 63.261 0(0,5 %)     | 70.912 0(0,5 %)     | 79.066 0(0,5 %)     | 77.398 0(0,4 %)     |
| gesamt     | 11.363.955          | 13.728.622          | 15.133.494          | 16.838.255          | 18.264.533          |

(Daten für 1851 inklusive Siebenbürgen, sowie Vojvodschaft Serbien und Temescher Banat. 1880 wurden Kroatisch und Serbisch zusammen gezählt.)
Religionsverhältnisse 1900:
- römisch-katholisch: 8.198.497 (48,7 %)
- evangelisch H.B.: 2.427.232 (14,4 %)
- griechisch-orthodox: 2.199.195 (13,1 %)
- griechisch-katholisch: 1.841.272 (10,9 %)
- evangelisch A.B.: 1.258.860 (7,5 %)
- israelitisch: 831.162 (4,9 %)
- unitarisch: 68.551 (0,4 %)